# Листон (Индијана)
Листон (енгл. Linton) град је у америчкој савезној држави Индијана.

## Демографија
По попису из 2010. године број становника је 5.413, што је 361 (-6,3%) становника мање него 2000. године.
| Група             | 2000.         | 2010.         |
| Белци             | 5.630 (97,5%) | 5.249 (97,0%) |
| Афроамериканци    | 5 (0,1%)      | 3 (0,1%)      |
| Азијати           | 14 (0,2%)     | 22 (0,4%)     |
| Хиспаноамериканци | 72 (1,2%)     | 67 (1,2%)     |
| Укупно            | 5.774         | 5.413         |